# 196 (numéro d'appel d'urgence)
Le 196 est en France le numéro de téléphone d'urgence qu'il est possible d'appeler pour joindre les centres régionaux opérationnels de surveillance et de sauvetage (CROSS) avec un téléphone mobile depuis la terre pour signaler des personnes en difficulté en mer. 

## Description
À l’instar des autres centres d’appels d’urgence tels que les SAMU et CODIS, les CROSS disposent depuis novembre 2014[source insuffisante] de ce numéro d’urgence. Il permet une mise en contact téléphonique le plus rapidement possible avec les CROSS sans retarder l’envoi de moyens adaptés à la situation d’urgence. 
Ce numéro gratuit, disponible sur les téléphones fixes et portables, permet de joindre directement un CROSS 24H/24-7j/7.
Avec le 196, le CROSS en tant que service d’urgence, peut aussi solliciter les opérateurs de téléphonie pour localiser un téléphone portable d’une personne impliquée dans une situation de détresse en mer.
Ce numéro remplace le 1616, actif de 2004 à 2011.